# Júlio Cernadas Pereira
Júlio Cernadas Pereira, bekannt als Juca (* 13. Januar 1929 in Maputo, Mosambik; † 11. Oktober 2007 in Lissabon, Portugal) war ein portugiesischer Fußballnationalspieler und -trainer. Als Spieler gewann er in den 1950er Jahren fünf Mal die Meisterschaft und einmal den Pokal von Portugal. Als Trainer gewann er mit demselben Verein Anfang der 1960er Jahre zwei weitere Meisterschaften und einen weiteren Pokal. Neben weiteren Trainerpositionen bei verschiedenen portugiesischen Vereinen war er in den 1970er und 1980er Jahren auch dreimal Trainer der Nationalmannschaft.

## Karriere

### Verein
Pereira wurde, als Sohn portugiesischer Eltern, in Maputo geboren. Er startete seine Profikarriere beim regionalen Verein CD Maxaquene als Torwart. 1949 kehrte er in das Land seiner Vorfahren zurück und wurde vom portugiesischen Erstligisten Sporting Lissabon verpflichtet. Dort spielte neun Jahre, bis er seine Karriere, aufgrund einer Knieverletzung, bereits im Alter von 29 Jahren beenden musste. In der Zeit gewann er fünfmal die Meisterschaft und 1954 sogar das Double.

### Nationalmannschaft
Sein Debüt in der Portugiesischen Fußballnationalmannschaft gab er am 23. November 1952 beim Freundschaftsspiel gegen Österreich, das 1:1 endete. Sein letztes Spiel bestritt er am 9. Juni 1956 gegen Ungarn, das ebenfalls 1:1 endete.
In seiner vierjährigen Nationalmannschaftskarriere absolvierte er insgesamt sechs Spiele.

### Trainerkarriere
1960 begann Pereira seine Karriere als Trainer der U19-Mannschaft von Sporting Lissabon. Bereits im darauffolgenden Jahr wurde er Cheftrainer der Profimannschaft und gewann mit ihr die Meisterschaft 1962 und 1966 und den nationalen Pokal 1963.
Nachdem er in den folgenden Jahren Trainer bei Vitória Guimarães, Académica de Coimbra und FC Barreirense war, kehrte er in der Saison 1975/76 zu Sporting Lissabon zurück. Er wurde am Saisonende jedoch wieder gefeuert, weil er mit dem Team nicht den fünften Platz erreichen konnte und somit die Qualifikation für den internationalen Wettbewerb verpasste.
1977 wurde er zum Trainer der portugiesischen Nationalmannschaft berufen und absolvierte mit ihr fünf Spiele in der Qualifikation zur Fußball-Weltmeisterschaft 1978, wovon drei gewonnen wurden. Es wurde jedoch nur der zweite Platz erreicht und somit die Qualifikation verpasst.
1980 wurde er erneut zum Nationaltrainer ernannt. In der Qualifikation zur Fußball-Weltmeisterschaft 1982 erreichte er nur Platz vier und verpasste erneut die Finalrunden.
Pereira wurde 1987 ein weiteres Mal zum Nationaltrainer berufen, doch konnte sich auch im dritten Anlauf in der Qualifikation zur Fußball-Weltmeisterschaft 1990 nicht qualifizieren und erreichte nur Platz drei. Aufgrund dessen wurde er im Anschluss entlassen.
Bis 2004 war er Sportdirektor bei Sporting Lissabon und starb 2007 im Alter von 78 Jahren.

## Erfolge
- Spieler
  - Portugiesischer Meister: 1951, 1952, 1953, 1954, 1958
  - Portugiesischer Pokal-Sieger: 1954
- Trainer
  - Portugiesischer Meister: 1962, 1966
  - Portugiesischer Pokal-Sieger: 1963